# Kanton Boulogne-Billancourt-Nord-Est
Der Kanton Boulogne-Billancourt-Nord-Est war von 1893 bis 2015 ein französischer Wahlkreis im Arrondissement Boulogne-Billancourt, im Département Hauts-de-Seine und in der Region Île-de-France.
Der Kanton bestand aus einem Teil der Stadt Boulogne-Billancourt.

## Bevölkerungsentwicklung
| 1990   | 1999   | 2008   |
| ------ | ------ | ------ |
| 26.728 | 26.824 | 29.294 |